# Monolocale (Angelina Mango)
Monolocale è il primo EP della cantautrice italiana Angelina Mango, pubblicato il 13 novembre 2020 dall'etichetta Disincanto.

## Descrizione
Il progetto è curato sia liricamente che musicalmente dalla stessa cantante. In un'intervista rilasciata a Rolling Stone Italia, la cantante ha raccontato il processo creativo e la produzione del disco nel corso del lockdown a seguito della pandemia di COVID-19 in Italia:

In un'intervista a Fanpage.it, la cantautrice ha approfondito il processo di scrittura dei brani:

## Promozione
Il 13 novembre 2020 la cantautrice ha pubblicato il primo singolo estratto dall'album Va tutto bene, in concomitanza all'album.

## Accoglienza
Il Messaggero descrive il progetto dalle sonorità pop e urban, genere in grado di dare risalto alle «profonde melodie dolci della sua voce dal timbro riconoscibile ad una cassa potente nello stomaco». Le tracce risultano «veloci, viscerali, istintive» e con «uno stile comunicativo fresco», dato dai testi «precisi, intensi, verticali» con cui è in grado di arrivare «dritta alla testa e al cuore, guardandoci negli occhi».
Francesco Raiola di Fanpage.it , riferendosi ai genitori della cantante Giuseppe Mango e Laura Valente, scrive che nel progetto Angelina «ha portato un po' di sé e poco, musicalmente parlando, dei suoi», attraverso un'idea precisa dell'album. Raiola definisce i brani dalla «costruzione non banale, ricerca della struttura che nel significato», in linea con la sua generazione, «mescolando cantautorato pop a quell'enorme contenitore che usiamo chiamare urban».

## Tracce
Testi e musiche di Angelina Mango.
1. Non sento più niente – 3:48
2. Naviglio Grande – 3:12
3. Va tutto bene – 3:05
4. Sono aggrappata a te – 4:12
5. Iron Man – 3:42
6. Treno in corsa – 3:37
7. Muoio per niente – 3:57
8. San Siro – 3:19